# Comcomly
Comcomly (né en 1765, mort en 1830) était un chef amérindien chinook. Il joua en rôle diplomatique et commerciale important avec les explorateurs et commerçants de fourrures britanniques et américains. Il vécut sur la rive droite à l’embouchure de la rivière Columbia, dans l’État de Washington.
Il est aussi connu pour avoir rencontré l’Expédition de Lewis et Clark en 1805 à son arrivée sur la côte du Pacifique.

## Postérités
Un mémorial à Astoria, Oregon, est établi en son honneur.
Plusieurs lieux sont aussi nommés en son honneur, dont le lac Comcomly (Skamania Countie, État de Washington).